# 소피 리
소피 리(Sophie Lee, 1968년 8월 7일 ~ )는 오스트레일리아의 배우이다.
뉴캐슬에서 태어났다.

## 영화
- 테러리스트 (2002년)
- 펠라펠(영어판) (2001년)
- 탭탭탭 (2000, Bootmen)
- 홀리 스모크 (1999년)
- 더 캐슬 (1997, The Castle)
- 뮤리엘의 웨딩 (1994년) - 타니아 역
- 인간 게놈 (1993년)